# Пътен хулиган
„Пътен хулиган“ (на английски: Road Hog) е американски телевизионен филм от 1959 година, част от поредицата „Алфред Хичкок представя“.

## Сюжет
Ед Фратъс (Робърт Емхард) е пътуващ търговец, специализирал се в продажбата на иновативни стоки по крайпътни барове и салони. Той е дребен и арогантен тип, когото почти никой срещнат не харесва. Един ден, шофирайки по тесен път, Фратъс засича движещ се зад него пикап и го избутва от пътя умишлено. Това, което той не знае е, че в пикапа е местният фермер Сам Пайн (Реймънд Мейси), който бърза към болницата, за да се окаже неотложна помощ на тежкоранения му син. Заради глупостта на Фратъс момчето умира. Сам и другите му двама синове разработват план за да отмъстят за арогантността на пътуващия търговец.

## В ролите
- Реймънд Мейси като Сам Пайн
- Робърт Емхард като Ед Фратъс
- Рей Тиъл като Бил Тюлип
- Ричард Чембърлейн като Клей Пайн
- Брад Уестън като Сам Пайн Младши
- Роско Ейтис като посетителя в таверната
- Джаймс Ийстън като Дейви Пайн
- Гордън Уин като доктора
- Бетси Хейл като малкото момиче